# 鴨狩津向村
鴨狩津向村（かもがりつむぎむら）は山梨県西八代郡にあった村。現在の市川三郷町鴨狩津向にあたる。

## 地理
- 山：城山
- 河川：富士川

## 歴史
- 1889年（明治22年）7月1日 - 町村制の施行により、近世以来の鴨狩津向村が単独で自治体を形成。
- 1951年（昭和26年）4月1日 - 岩間村・楠甫村・宮原村・葛籠沢村・落居村と合併して六郷村が発足。同日鴨狩津向村廃止。
- 1954年（昭和29年）4月1日 - 六郷村が町制施行して六郷町となる。
- 2005年（平成17年）10月1日 - 六郷町が市川大門町・三珠町と合併して市川三郷町が発足。